# Castello di Neuchâtel
Il castello di Neuchâtel è un antico palazzo costruito su uno sperone roccioso al centro della città svizzera di Neuchâtel, capoluogo dell'omonimo cantone. Esso fiancheggia la Collegiale e sovrasta la città. Vi si accede dal centro cittadino attraverso la rue du Château. 
Degne di nota sono la romanica ala sud, con ricche decorazioni sulla facciata, e le sale dette "Sala di Maria di Savoia" e "Sala degli stati", con arme dipinte risalenti al XVII secolo.

## Storia
I primi elementi eretti sullo sperone risalgono verosimilmente ai tempi dei romani (vedasi la parte inferiore della Torre delle Prigioni). Il castello vero e proprio risale al X secolo. Le parti più antiche sono il dongione e la torre dei prigionieri. La Torre dei Diesse risale al XII secolo e fu rinnovata nel 1715.
La roccaforte fu residenza del regno di Borgogna. Nel 1011 il re Rodolfo III ne fece dono alla sua seconda moglie Ermengarda. Dopo i borgognoni, il Novum Castellum, insieme alla città, divenne proprietà, nel 1033 dei conti di Fenis, imparentati con i signori borgognoni. Dopo il 1047 passò ad Ulrico I di Neuchâtel, capostipite dei Sovrani di Neuchâtel, ed ai suoi successori fino all'estinzione della casa con l'ultimo erede maschio, Luigi I di Neuchâtel, deceduto nel 1373. Successero quindi nella proprietà del conte di Friburgo Corrado IV, che, figlia sopravvissuta di Luigi, lo aveva nominato suo erede. Dopo la casa dei Friburgo, il castello passò a Rodolfo di Hochberg, quindi al figlio Filippo, che ebbe un'unica figlia, Giovanna di Hochberg, la andò sposa a Luigi I d'Orléans-Longueville. Questi non poté tuttavia opporsi alla riforma protestante. Il castello passò quindi al teologo calvinista Guillaume Farel. Maria di Borbone, rimasta vedova di Léonor d'Orléans-Longueville,  riunì la contea di Neuchâtel con quella di Valangin alla fine del XVI secolo.
Nel 1707 i cittadini di Neuchâtel offrirono il loro principato al re di Prussia, Federico II; nel 1806 la Prussia lo cedette a Napoleone Bonaparte, che lo donò al suo maresciallo Louis Alexandre Berthier. Il 12 settembre 1814 il principato divenne il 21º cantone della Confederazione elvetica, ma rimase parimenti un principato prussiano fino al 1º marzo 1848, quando si staccò dalla Prussia e si dotò di una propria costituzione. Ludovico, conte di Pourtalès (nato il 14 maggio 1773), fondatore della linea Pourtalès-Sandoz, fu presidente e consigliere di stato nel Principato di Neuchâtel nonché Ispettore capo dell'artiglieria elvetica e morì l'8 maggio 1848. 
I repubblicani di Neuchâtel da Le Locle, La Chaux-de-Fonds, Val-de-Travers e della regione di La Béroche, al comando di Fritz Courvoisier s'impadronirono il 1º marzo 1848 del castello e v'instaurarono la sede di un governo provvisorio sotto la presidenza di Alexis-Marie Piaget.
Il figlio primogenito del conte di Pourtalès, Ludovico, conte Ludovico Augusto di Pourtalès (1796–1870), fu consigliere straordinario di stato della Prussia e tenente colonnello di artiglieria nel Principato di Neuchâtel. Egli, al comando del reggimento de Meuron, attaccò il 3 settembre 1856 il castello per ripristinare il governo reale, ma fallì nell'impresa, fuggì sul lago e venne arrestato nella zona di Friburgo. Fu rilasciato solo dopo che i Prussiani avevano rinunciato ai loro diritti di sovranità su Neuchâtel, con il trattato di Parigi del 1857.
Infine il castello divenne la sede del governo del cantone di Neuchâtel.
Dal 1905 al 1934 il castello fu oggetto di un profondo restauro.

## Fonti

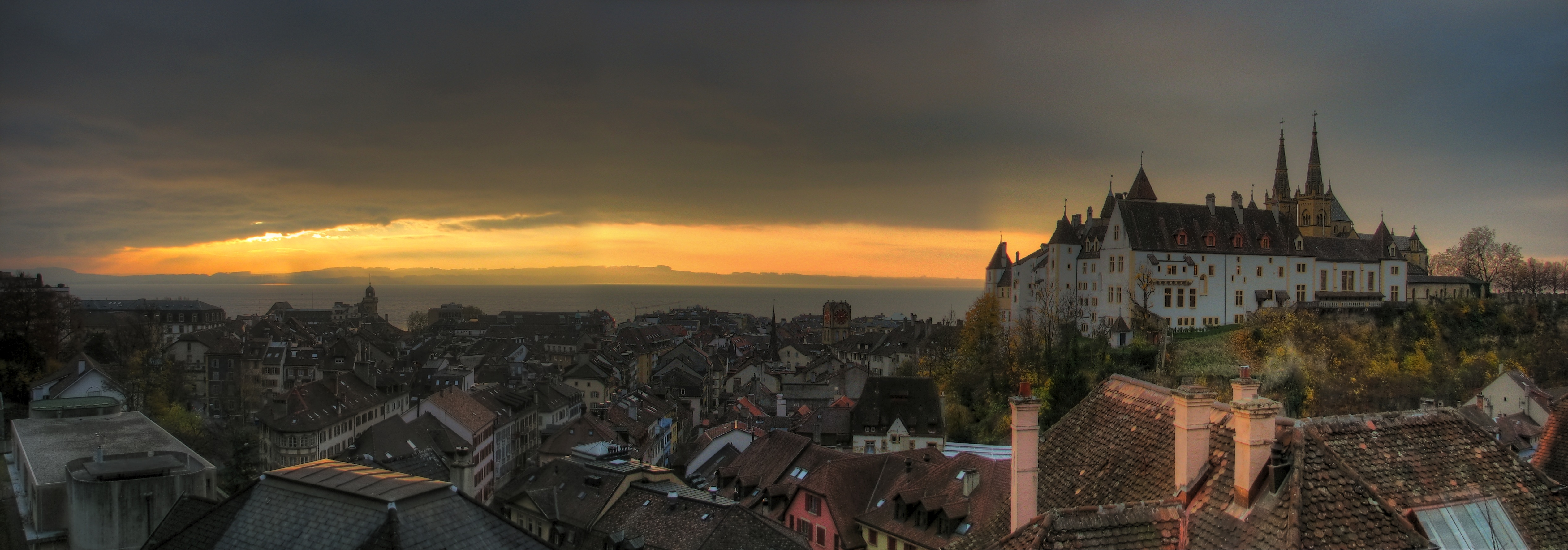
La città di Neuchâtel al levar del sole sovrastata dal castello

- (DE)   Niklaus Flüeler (Hrsg.): Kulturführer Schweiz in Farbe. Exlibris, 1982
- (FR) Frédéric-Alexandre de Chambrier, Histoire de Neuchâtel et Valangin jusqu'à l'avènement de la Maison de Prusse, Neuchâtel, Charles Attinger, 1840.
- (FR)  Frédéric Dubois de Montpéreux, Les Antiquités de Neuchâtel, Ouvrage posthume, 1855 (Un bref historique suivi d'une trentaine de planches).
- (FR)  Jean Courvoisier, Les Monuments d'art et d'histoire du canton de Neuchâtel, tome I La Ville de Neuchâtel, Bâle, éditions Birkhauser, 1955